# Отабек Холматов
Отабек Холматов (нар. 22 липня 1998, Сирдар'я, Узбекистан) — узбекистанський боксер-професіонал, який виступає в напівлегкій вазі.